# Phymaphoroides antennatus
Phymaphoroides antennatus es una especie de coleóptero de la familia Endomychidae.

## Distribución geográfica
Habita en Amber.